# Hygrohypnum mizushimae
Hygrohypnum mizushimae là một loài rêu trong họ Amblystegiaceae. Loài này được Sakurai mô tả khoa học đầu tiên năm 1952.